# 北条明直
北条明直（ほうじょう あきなお、1923年12月30日ー2004年3月3日）は、日本の華道家。

## 略歴
山梨県大月市出身。都留中学校卒、1947年國學院大學文学部哲学科卒。文部省社会教育局芸術課に勤務、退職後はドキュメンタリーテレビ番組の構成作家、記録映画の監督として活動し、生け花界では初の文部大臣招待日本華道展、日花展の担当官として、生け花にかかわる。1965年跡見学園女子大学助教授、1971年いけばな造形大学を創設し学長。1999年日本フラワーデザイン専門学校校長。　

## 著書
- 『いけ花とは何か』1964 (角川新書)
- 『花の美学』北条明直企画室 1967
- 『いけ花のデザイン いけ花文化史』至文堂 1978
- 『日本の伝統工芸』1978 (講談社現代新書)
- 『いけばな人物史』千人社 (歴史選書 1979
- 『現代の床飾り すまいの空間をデザインする』編] 至文堂 1987
- 『北條明直著作集』全3巻　至文堂　1997

1、いけばなとは何か
2、いけばな人物史
3、花の美学